# Onthophagus devagiriensis
Onthophagus devagiriensis är en skalbaggsart som beskrevs av Schoolmeesters och Thomas 2006. Onthophagus devagiriensis ingår i släktet Onthophagus och familjen bladhorningar. Inga underarter finns listade i Catalogue of Life.